# Caroline von Hessen-Philippsthal
Caroline von Hessen-Philippsthal (* 10. Februar 1793 in Kassel; † 9. Februar 1869 in Meiningen) war eine landgräfliche Prinzessin und durch Heirat paragierte Landgräfin von Hessen-Philippsthal.

## Leben
Caroline wurde als Tochter des landgräflichen Prinzen Karl von Hessen-Philippsthal und dessen Gemahlin Viktoria Hedwig Karoline von Anhalt-Bernburg-Schaumburg-Hoym (1791–1817) geboren. Ihr Vater starb kurz vor ihrer Geburt an den Folgen einer Verletzung, die er sich bei Kampfhandlungen um die Befreiung der Stadt Frankfurt am Main im Dezember 1792 zugezogen hatte. Zur sozialen Absicherung Carolines suchte ihre Mutter schon früh eine Unterbringung in einem Stift.
Am 17. Februar 1812 heiratete Caroline in Kassel ihren verwitweten Onkel Ernst Konstantin von Hessen-Philippsthal (1771–1849). Der Zweck dieser Ehe lag wohl hauptsächlich darin, die vier minderjährigen Söhne aus der ersten Ehe ihres Mannes zu versorgen. Ihre gemeinsamen Kinder Viktoria (1812–1837) und Wilhelm Eduard (1817–1819) überlebten ihre Eltern nicht.
Die Familie wohnte in den 1830er Jahren überwiegend in Meiningen, wo Caroline verstarb. Bestattet wurde sie in Philippsthal.